# Castellàs de Peralada
El Castell o Castellàs de Peralada, o Mota de Peralada, fou un castell medieval d'estil romànic del segle xi en forma de mota situat en el poble de Torrelles de la Salanca, a la comarca del Rosselló (Catalunya Nord).
Actualment del tot desaparegut, era situat al nord del poble de Torrelles, entre ell i l'Aglí.

## Història
Al segle x, el terme torrellenc estava en mans de diversos monestir i esglésies. Hi tenien alous i possessions -in villa Torrelias- el monestir de Sant Miquel de Cuixà, l'església d'Elna, el monestir de Sant Pere de Rodes (l'església de Sant Pere de Torrelles i el seu alou), el de Sant Genís de Fontanes i el de Sant Pere de Camprodon.
Aquesta fragmentació va persistir al llarg de l'edat mitjana, i la família cognominada Torrelles era tal vegada la més important, però no l'única amb senyoriu en el lloc. Guitard Gausbert i la seva muller Adelaida eren castlans feudataris de Cuixà, el seu fill Bertran en continuà la possessió, i el fill d'aquest, Arnau Bertran, fou el primer a utilitzar de Torrelles. Aquesta família, que també tenia possessions a la Cerdanya, dominaven l'església, el poble i l'alou de Puig-oriol, entre altres terres. Perduraren fins al segle xvi. Ells devien posseir el Castell de Torrelles.
Una altra família important fou la dels Vernet, cossenyors de Torrelles durant molts anys. El 1198 consten diversos cossenyors, en aquest lloc: Ponç IV de Vernat, Ramon I de Castellrosselló, Ramon de Torrelles i el prior d'Espirà, i tots ells foren autoritzats a construir-hi una força o recinte murallat. Això explica l'existència en el terme de fins a quatre fortificacions: el Castell de Torrelles, la Força de la Geràrdia, esmentada el 1178 (ipsum meum quintanum quod est in villa de Turriliis, ad locum ubi appellamus Gerardiam), el castell, Castellàs o Mota de Peralada i el castrum Gozberti de Locata, a part de la Mota de Juegues.
Els Peralada estan documentats a Torrelles el 1139, quan els germans Ramon i Eimeric hi tenien possessions i emparentaren amb la família Torrelles.
El 1322 tot plegat s'incorporà al vescomtat de Canet, acabat de crear, i visqué la mateixa història que el conjunt d'aquest vescomtat.

## Característiques
A penes se'n sap res, d'aquest castell o força, atès que només se n'han trobat proves documentals. Estava situat en una Mota, munt artificial de terra, a la vora de l'Aglí, en un lloc ara del tot arrasat per a aplanar la terra per al conreu. Deshabitada des del segle xiv, els vestigis desaparegueren a principis del segle xx.